# Vincenz von Abele
Vincenz von Abele (Baden, 10 aprile 1813 – Graz, 18 febbraio 1889) è stato un generale austriaco.

## Biografia

### I primi anni e l'inizio della carriera militare
Nato in una nobile famiglia del Wurttemberg ma di origini italiane, Vincenz von Abele entrò nella carriera militare nell'esercito austriaco nel 1831 come alfiere del 17º reggimento di fanteria, venendo promosso tenente nel 1835 e venendo posto d'istanza in Romagna.
Promosso capitano nel 1847, venne inquadrato nel 15º reggimento di fanteria e nel 1848 combatté per la repressione dei moti rivoluzionari dapprima a Vienna e poi nel 1849 in Ungheria, azioni dopo le quali ottenne il rango di maggiore per il valore dimostrato. Nel 1856 venne promosso al rango di tenente colonnello.

### La seconda guerra d'indipendenza italiana e la Battaglia di Magenta
Combatté nella Seconda guerra d'indipendenza italiana e presenziò alla Battaglia di Magenta nella divisione comandata dal principe di Liechtenstein, guidando nello specifico la ritirata delle truppe Corbetta verso Cisliano dove la sua risolutezza al comando diede prova di grande efficienza. Malgrado la sconfitta, nel dicembre di quell'anno venne promosso colonnello. Il 12 marzo 1860 ottenne il titolo nobiliare di cavaliere.

### La Guerra dello Schleswig e la Guerra austro-prussiana
Nel 1864 prese parte alla Seconda guerra dello Schleswig servendo nel 72º reggimento di fanteria del barone von Ramming, divenendone comandante nel 1865. Dopo la sconfitta finale del re danese Cristiano IX, il 14 luglio ebbe l'onore di porre per conto del governo austriaco la bandiera nazionale accanto a quella prussiana nel punto più a nord della penisola dello Jutland. In quello stesso anno venne prescelto dal re del Württemberg quale suo ambasciatore in Russia, carica che mantenne sino al 1873 col permesso della corte viennese.
Prese parte alla Guerra austro-prussiana nel 1866 e l'11 giugno di quello stesso anno venne promosso maggiore generale col comando del 1º corpo d'armata col quale combatté nella battaglia di Podol, eccellendo poi nella battaglia di Gitschin, gestendo l'attacco contro il reparto del generale Wilhelm von Tümpling. Lottò coraggiosamente nella battaglia di Königgratz. Nella relazione generale sulla guerra, per suo conto il ministero riportò:

### Gli ultimi anni
Nel 1870 divenne comandante della 2ª divisione dell'esercito austro-ungarico ed il 26 aprile 1871 venne nominato tenente generale, assegnato d'istanza a Vienna. Per celebrare il suo 50º anniversario di servizio militare fu lo stesso imperatore Francesco Giuseppe a consegnargli una lettera scritta di suo pugno con delle lodi particolari per il proprio impegno a favore dell'esercito nazionale oltre a conferirgli, il 2 agosto 1876, la II classe dell'Ordine della Corona Ferrea.
Il 16 dicembre 1877 ottenne il titolo nobiliare di barone e divenne proprietario dell'8º reggimento di fanteria. Il 4 aprile 1879 divenne Consigliere Privato ed il 20 ottobre 1881 ottenne la I classe dell'Ordine della Corona Ferrea.
Si ritirò a vita privata il 1º settembre 1882 col grado di Feldzugmeister, per poi morire sette anni dopo a Graz.

## Matrimonio e figli
Von Abele sposò il 1 dicembre 1849 a Vienna, Julie Dorothea Dittl (21 gennaio 1822 a Lubiana - 15 maggio 1913 a Graz). La coppia ebbe due figli:
- Vincenz (19 novembre 1854 a Leopoli - 14 aprile 1917 a Vienna), Feldmarschallleutnant dell'esercito austro-ungarico.
- Julie